# PBEM
PBEM je engleska kratica za Play By E-Mail ili prevedeno na hrvatski, igra putem E-pošte. Nastale su iz igri putem pošte (engl. Play By Mail). Najbolji primjer je šah, kojega udaljeni sudionici igraju već mnogo godina razmjenjujući poteze poštom.
Dolaskom interneta, običnu poštu polako zamjenjuje E-pošta. Za razliku od većine računalnih "online" igara igrač ne mora biti stalno spojen na mrežu. Igrači igraju kada žele i svoju poziciju ili napravljeni potez šalju u odgovarajućoj datoteci E-poštom svom protivniku.
Jedna od popularnijih igara E-poštom je Atlantis PBEM, fantazijska igra. PBEM igra alternativne povijesti, Lords of the Earth, se igra već 17 godina.
Jedna od najvećih PBEM igara u Hrvatskoj je Sion Colony  Arhivirana inačica izvorne stranice od 4. siječnja 2005. (Wayback Machine), PBEM igra igranja uloga smještena u svemir Zvjezdanih staza.